# Sabadel-Latronquière
Sabadel-Latronquière ist eine französische Gemeinde mit 93 Einwohnern (Stand 1. Januar 2022) im Département Lot in der Region Okzitanien. Sie gehört zum Kanton Lacapelle-Marival und zum Arrondissement Figeac.
Nachbargemeinden sind Montet-et-Bouxal im Norden, Saint-Cirgues im Osten, Prendeignes im Süden und Sainte-Colombe im Westen.

## Bevölkerungsentwicklung
| Jahr      | 1962 | 1968 | 1975 | 1982 | 1990 | 1999 | 2008 | 2018 |
| --------- | ---- | ---- | ---- | ---- | ---- | ---- | ---- | ---- |
| Einwohner | 212  | 181  | 156  | 140  | 112  | 89   | 95   | 95   |